# Martinus Cornelis van Dooren
Martinus Cornelis van Dooren (Tilburg, 1756 - Tilburg, 15 juni 1811) was een lakenondernemer en eerste burgemeester van de Nederlandse stad Tilburg.
Hij trouwde in 1783 met Adriana Dams. In datzelfde jaar zette hij - financieel geholpen door zijn schoonmoeder - de firma M.C. Van Dooren & Co op, waarbij zijn zwager Gerardus Dams als stille vennoot fungeerde. Later zou het bedrijf worden omgedoopt in Van Dooren & Dams.
Het bedrijf - bestaande uit een wollenstoffenfabriek - lag aan de Nieuwendijk tegenover de fabriek van Pieter Vreede. Dit was tevens de locatie van het Kasteeltje, een woonhuis dat rond 1730 was gebouwd door de Leidse lakenkoopman en drapenier Michiel van Bommel. In 1800 kocht Van Dooren het Kasteeltje van de toenmalige eigenaar Cornelis Verbunt.
Van Dooren was een van de fabrikanten die verantwoordelijk was voor de bouw van een windvolmolen aan de rivier de Leij in 1798. Deze functioneerde tot 1817. Het productieproces in de wolfabriek werd steeds verder gemechaniseerd. Vanaf 1809 werden spinmachines ingezet, eerst aangedreven door een rosmolen, vanaf 1827 door een stoommachine. Waarschijnlijk was de dagelijkse leiding van de fabriek in 1809 al overgegaan in de handen van Martinus' zoon Pieter van Dooren.
Op 17 april 1809 kwam koning Lodewijk Napoleon naar Tilburg en tijdens dit bezoek logeerde hij op het Kasteeltje. De koning beloofde een grote bestelling te plaatsen bij zijn gastheer Van Dooren. Tevens verhief hij het dorp Tilburg tot stad en benoemde hij Van Dooren tot burgemeester. Op 27 mei 1809 werd Martinus van Dooren als burgemeester beëdigd. Hij bleef burgemeester tot aan zijn dood in 1811, waarna zijn zwager Gerardus Dams tijdelijk deze functie overnam.
Na het overlijden van Martinus bleef de fabriek in handen van zijn zoon Pieter en de medefirmant Gerardus Dams.